# Kalinów (powiat garwoliński)
Kalinów – wieś sołecka w Polsce położona w województwie mazowieckim, w powiecie garwolińskim, w gminie Żelechów. 
W latach 1975–1998 miejscowość administracyjnie należała do województwa siedleckiego. 
Nazwa pochodzi od występującego tu niegdyś obficie krzewu kalina koralowa. Obecnie Kalinów jest spokojną osadą o charakterze typowo rolniczym. Tutejsza przyroda jest w bardzo dobrym stanie, szczególnie z powodu bliskości lasu i braku większych dróg w okolicy. Występują tu m.in. łosie, sarny, dziki, lisy, borsuki, jenoty, żurawie, padalce i żmije zygzakowate, a w przeszłości także cietrzewie i żółwie błotne. Natomiast z flory można tu spotkać widłaka goździstego, jałowcowatego i rosiczkę okrągłolistną. Zaprojektowany został rezerwat Kalinowski Bór, jednak jeszcze nie doczekał się on realizacji.
Wierni Kościoła rzymskokatolickiego należą do parafii Zwiastowania Najświętszej Maryi Panny w Żelechowie.

## Części wsi
| SIMC    | Nazwa        | Rodzaj    |
| ------- | ------------ | --------- |
| 0696823 | Goniwilk-Las | część wsi |

## Historia
Wieś powstała na przełomie XIX i XX wieku. Wcześniej obszar ten porastał las, znajdujący się na terenie majątku ziemskiego Goniwilk (w jego skład wchodziły także miejscowości: Nowy Goniwilk, Stary Goniwilk i Zasiadały)
Kalinów powstał z połączenia trzech osad:
- Kalinów – wschodnia część,
- Wilhelmów (Wilk, Goniwilk B), sprzedawca gruntów: Aleksander Krupiński – środkowa część,
- Goniwilk-las (Goniwik A), sprzedawca gruntów: Icek Dawid Szymucha, – zachodnia część wsi.

Osoby kupujące te grunty pochodziły z różnych, okolicznych miejscowości. Wieś została zbudowana jako rzędówka, i układ ten jest zachowany do dzisiaj. Przed II wojną światową we wsi mieściły się dwie kuźnie, piekarnia i stawy hodowlane, a w okolicy trzy smolarnie i dwie karczmy przy trakcie prowadzącym od Żelechówa do Górzna
W czasie wojny mieszkańcy doświadczyli zarekwirowania inwentarza żywego i pobić. W okolicy działali partyzanci, m.in. znany w okolicy Rosjanin Serafin Pawłowicz Aleksiejew. Armia Czerwona, po wkroczeniu na te tereny, obsadziła je sześcioma wyrzutniami rakiet Katiusza, stacjonowało tu 60 czołgów
Wydarzenia powojenne:
- 1966 – założenie straży pożarnej
- 1967–1969 – budowa remizy OSP
- 1969 – wybrukowanie drogi
- 1970 – elektryfikacja
- lata 70. – budowa sklepu
- 1977–1979 – melioracja
- 1985 – uruchomienie połączenia PKS
- koniec lat 80. – powstanie zlewni mleka
- początek lat 90. – budowa wodociągu
- 2003–2006 – wybudowanie nowej remizy